# Ковжа (приток Шексны)
Ковжа — река в Вологодской области России, протекает по территории Череповецкого и Шекснинского районов. Исток находится у деревни Горка на Андогской гряде, впадает в Шекснинское водохранилище. Длина реки — 77 км, площадь водосборного бассейна — 1230 км². Судоходна от деревни Камешник до устья. Русло слабоизвилистое, уклон — 0,6 м/км, средний годовой расход воды у деревни Шулепово — 6,9 м³/с, модуль стока — 9,69 л/с · км², скорость течения — 0,1 м/с. Вдоль течения реки расположены населённые пункты Воскресенского и Камешниковского сельских поселений.

## Притоки
(расстояние от устья)
- 19 км: река Жилая Мушня (пр)
- 22 км: река Пустая Мушня (пр)
- 46 км: река Мотома (лв)
- 47 км: река Сора (пр)
- 51 км: река Матвея (пр)
- 56 км: река Смерьга (пр)

## Данные водного реестра
По данным государственного водного реестра России и геоинформационной системы водохозяйственного районирования территории РФ, подготовленной Федеральным агентством водных ресурсов:
- Бассейновый округ — Верхневолжский
- Речной бассейн — (Верхняя) Волга до Куйбышевского водохранилища (без бассейна Оки)
- Речной подбассейн — Реки бассейна Рыбинского водохранилища
- Водохозяйственный участок — Шексна от истока (включая оз. Белое) до Череповецкого гидроузла